# جون أربور
جون أربور هو لاعب هوكي الجليد كندي، ولد في 28 سبتمبر 1945 في نياجارا فولز في كندا.

## وصلات خارجية
- جون أربور على موقع دوري الهوكي الوطني (الإنجليزية)
- جون أربور على موقع قاعة مشاهير الهوكي (لاعب أن.إتش.أل) (الإنجليزية)
- جون أربور على موقع EliteProspects.com (الإنجليزية)
- جون أربور على موقع HockeyDB.com (الإنجليزية)
- جون أربور على موقع Hockey-Reference.com (الإنجليزية)